# Noelí Pocaterra
Noelí Pocaterra Uliana (municipio Páez, estado Zulia, 18 de septiembre de 1936) es una activista por los derechos de los pueblos indígenas y dirigente política venezolana. Es diputada electa de la Asamblea Nacional de Venezuela por un tercer periodo. Pertenece a la etnia wayú. Fue miembro de la Asamblea Nacional Constituyente de 2017 y de la Constituyente de 1999.Noeli ha sido reelecta como diputada en múltiples ocasiones y actualmente es Diputada a la Asamblea Nacional de Venezuela por un circuito nacional.

## Biografía
Nacida en el Sector Peña, entre Paraguaipoa y Sinamaica, fue llevada a los tres días de nacida a Mokomatira, hoy conocida como “La Gloria”, allí vivió hasta los 10 años de edad. 
Inició su trabajo por los derechos de los Pueblos Indígenas en 1952. Fue oradora de orden en la ONU, en representación de los pueblos indígenas del mundo en 1993.
En 1994, en ocasión de la discusión de la Reforma Constitucional, le dirigió una carta al entonces senador del extinto Congreso Nacional de Venezuela, Rafael Caldera,  para que se incluyera los derechos de los Pueblos Indígenas.
Antes de 1999 y durante 25 años se desempeñó como Jefa del Departamento Socio-Antropológico en la Dirección de Cultura de la Universidad del Zulia. Electa a la Asamblea Nacional de Venezuela por las Comunidades Indígenas en 1999, impulsa la creación de la Comisión Permanente de Pueblos Indígenas y su Relación con el Estado de la cual fue elegida como su Presidenta. Impulsó los derechos de los Pueblos y Comunidades Indígenas  plasmados en el capítulo VIII de la Constitución Nacional, así como de otros artículos incluidos transversalmente, siendo primera vez en la historia de este país que esto se produce desde 1811. 
Electa como parlamentaria indígena a la Asamblea Nacional por la Región occidente (Zulia- Mérida- Trujillo) por dos periodos consecutivos.
Ha propuesto y aprobado ocho leyes que impactan directamente a los Pueblos y Comunidades indígenas, siendo las más notables la Ley Orgánica de Pueblos y Comunidades indígenas y Ley de Demarcación y Garantías del Hábitat y Tierras de los Pueblos Indígenas, así como participó en los debates para que se incluyeran en leyes de la República, artículos que beneficiaran a los pueblos y comunidades indígenas. En la Asamblea Nacional fue Presidenta de la Comisión Permanente de Pueblos Indígenas, y estuvo en la Directiva de la Asamblea Nacional como Segunda Vicepresidenta por tres años consecutivos.
Recibió un doctorado honoris causa otorgado por la Universidad Rafael María Baralt y nominada al Premio Nobel de la Paz en 2005.
Desde 2012 ocupa el cargo de secretaria de pueblos y comunidades indígenas de la gobernación del estado Zulia.